# Coppa Placci 1991
La Coppa Placci 1991, quarantunesima edizione della corsa, si svolse il 22 settembre 1991 su un percorso di 201,5 km. La vittoria fu appannaggio dello svizzero Laurent Dufaux, che completò il percorso in 5h11'47", precedendo l'italiano Ivan Gotti e il francese Éric Caritoux.

## Ordine d'arrivo (Top 10)
| Pos. | Corridore           | Squadra                      | Tempo    |
| ---- | ------------------- | ---------------------------- | -------- |
| 1    | Laurent Dufaux      | Helvetia-La Suisse           | 5h11'47" |
| 2    | Ivan Gotti          | Gatorade-Château d'Ax        | a 2"     |
| 3    | Éric Caritoux       | R.M.O.                       | a 12"    |
| 4    | Davide Cassani      | Ariostea                     | s.t.     |
| 5    | Felice Puttini      | Carrera-Vagabond             | s.t.     |
| 6    | Gianluca Tonetti    | ZG Mobili-Bottecchia         | a 17"    |
| 7    | Luigi Furlan        | Helvetia-La Suisse           | a 32"    |
| 8    | Franco Chioccioli   | Del Tongo-MG Boys Maglificio | a 41"    |
| 9    | Maximilian Sciandri | Carrera-Vagabond             | a 1'18"  |
| 10   | Valerio Tebaldi     | Gatorade-Château d'Ax        | a 1'59"  |